# Poplaca
Poplaca es una comuna ubicada en el distrito de Sibiu, Rumania.

## Superficie
Posee una superficie de 32,67 kilómetros cuadrados.

## Demografía
Hasta 2021 la población era de 1782 habitantes, con una densidad de población de 54,55 habitantes por kilómetro cuadrado.